# Sträselkucha
Sträselkucha (schlesisch für „Streuselkuchen“) ist ein dem Schlesischen Streuselkuchen (schlesisch Schläscher Sträselkucha) gewidmetes schlesisches Gedicht des schlesischen Dichters Herrmann Bauch (1856–1924). 

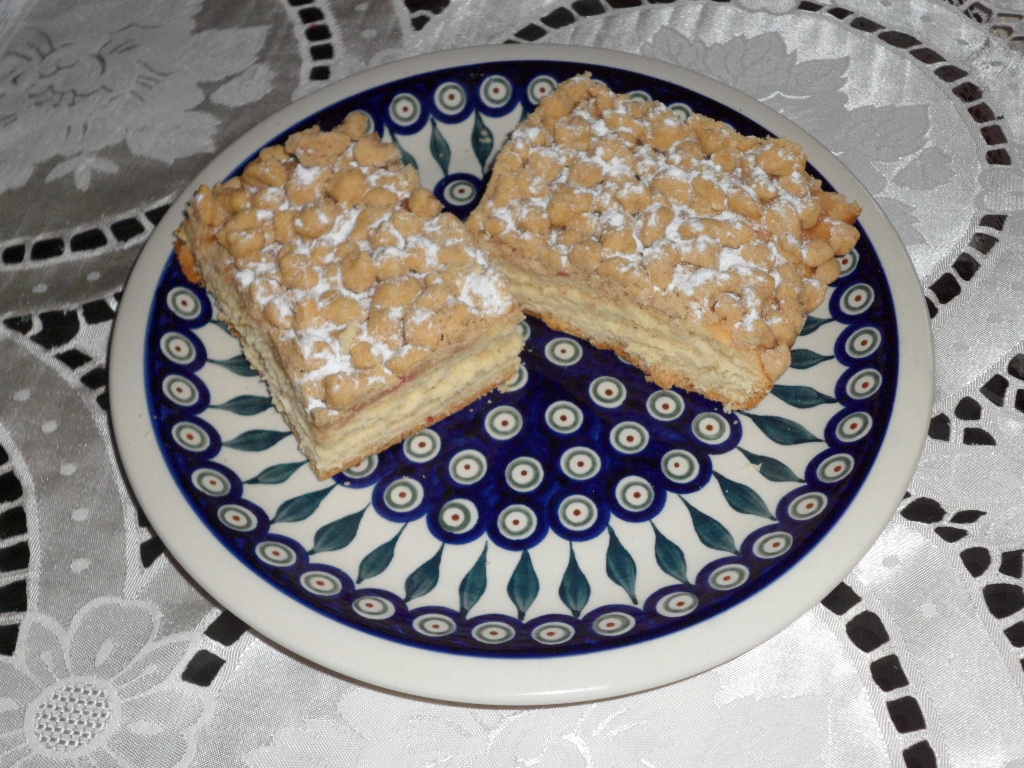
Schlesischer Streuselkuchen
(Schläscher Sträselkucha)

Das Loblied auf den „Sträselkucha“ (Streuselkuchen) gilt als das wohl bekannteste Gedicht des Mundartdichters. Es soll vor 1945 in Schlesien zum Lehrplan an den Volksschulen gehört haben. Es ist vielen Schlesiern geläufig und auch über den deutschen Sprachraum hinaus bekannt.
Im Folgenden wird das Gedicht zusammen mit einer ungefähren sinngemäßen Übersetzung wiedergegeben (überwiegend ungereimt):

## Text und Übersetzung
| Sträselkucha Schlässcher Kucha, Sträselkucha, Doas ihs Kucha sapperlot, Wie’s uff Herrgotts gruußer Arde nernt nich su woas Gudes hoot! Wär woas noch su leckerfetzig, Eim Geschmack ooch noch su schien, Über schlässcha Sträselkucha Tutt halt eemol nischt nich gihn! Woas ihs Spritz- und Äppelkucha, Babe mit und ohne Moh? Woas sein Krappla, Pratzeln, Torte, Strietzel, Ee- und Zwieback o? Nischte wie latschiges Gepomper, Doas ma gerne läßt ei Ruh; Doch vom schläscha Sträselkucha Koan ma assa immerzu! Dar kennt nischt vo Margarine Und och nischt vo Sacharin; Ehrlich tutt der schlässche Kucha Ei a heeßa Ufa gihn. Kimmt a raus eim Knusperkleede, Zieht der Duft durchs ganze Haus, Und aus olla Stubatüren gucka weit de Noasa raus. So a Kucha, weiß und lucker, Doas ihs werklich anne Pracht. Jedes Streefla zeigt Rusinka, Doß een reen is Herze lacht. Aus 'm Sträsel quillt de Putter? Tausend, wie das prächtig schmeckt, Doß mer lange noch derhinger Sich vergnügt is Maul beleckt! Sträselkucha, dar wirkt Wunder! Tun de Kinder Händel hoan, Ihs verbuhst de Schwiegermutter, Reseniert der brumm’ge Moan, Dorf ich blußig hien zum Tische Recht an grußa Kucha troan? Do ihs uff der Stelle Friede: Jeder muffelt, woas a koan! Wiel de Müdigkeit mich packa, Koch‘ ich mir an Koffee risch, Tunk derzu meen Sträselkucha, Und do bien ich wieder frisch. Koan ich ei der Nacht nich schlofa, Rück‘ ich mir a Taller har, Assa sieba Streefla Kucha Und do schlof ich wie a Bar! Wenn mich wird is Ahlder drücka, Wiel ich doch nich eemol kloan, Wenn ich bluß mit Sträselkucha Noch menn Koffee tunka koan, Doch possiert’s, doß ich uff Kucha Hoa kee brinkel meh Optit, Lä ich sacht mich uff de Seite: «Lieber Herrgoot, niem mich miet!» Schlässcher Kucha, Sträselkucha, Doas ihs Kucha, sapperlot, Wie’s uff Herrgoots großer Arde Nernt nich su woas Gudes hoot! Wär woas noch so leckerfetzig, Eim Geschmack ooch noch su schien Über schläscha Sträselkucha Tutt halt eemol nischt nich gihn! | Streuselkuchen Schlesischer Kuchen, Streuselkuchen, Das ist Kuchen, sapperlot, Wie es auf Herrgotts großer Erde nirgendwo sonst so etwas Gutes gibt! Wäre etwas noch so naschhaft, Im Geschmack auch noch so schön, Über schlesischen Streuselkuchen geht nun einmal gar nichts! Was ist Spritz- und Apfelkuchen, Topfkuchen mit und ohne Mohn? Was sind Krapfen, Bretzeln, Torte, Strietzel, Ein- und Zwieback auch? Nichts als lottriges Gepampe, Das man gerne stehen läßt; Doch vom schlesischen Streuselkuchen Kann man immerzu essen! Der kennt nichts von Margarine Und auch nichts vom Sacharin; der schlesische Kuchen wandert ehrlich In den heißen Ofen. Kommt er raus im Knusperkleid, Zieht der Duft durchs ganze Haus, Und aus allen Stubentüren schauen weit die Nasen hervor. So ein Kuchen, weiß und locker, Das ist wirklich eine Pracht. Jedes Streusel zeigt Rosinen, Dass einem das Herze lacht. Aus dem Streusel quillt die Butter? Potztausend, wie das prächtig schmeckt, Sodass man lange noch danach Sich vergnügt den Mund beleckt! Streuselkuchen, der wirkt Wunder! Streiten sich die Kinder, Ist erbost die Schwiegermutter, Resigniert der brummige Mann, Dann brauche ich bloß zum Tisch einen recht großen Kuchen tragen. Dann ist auf der Stelle Frieden: Jeder isst, so viel er kann! Will die Müdigkeit mich packen, Koch' ich mir rasch einen Kaffee, Stippe darin meinen Streuselkuchen, Und dann bin ich wieder frisch. Kann ich in der Nacht nicht schlafen, Stell ich mir einen Teller hin, Esse sieben Stück Streuselkuchen Und dann schlafe ich wie ein Bär! Wenn mich das Alter drücken wird, Werde ich auch nicht einmal klagen, Wenn ich bloß den Streuselkuchen Noch in meinen Kaffee stippen kann, Doch wenn es passiert, daß ich auf keinen Krümel Kuchen mehr Appetit habe, Leg ich mich langsam auf die Seite: «Lieber Herrgoot, nimm mich mit!» Schlesischer Kuchen, Streuselkuchen, Das ist Kuchen, sapperlot, Wie es auf Herrgotts großer Erde nirgendwo so etwas Gutes gibt! Wäre etwas noch so naschhaft, Im Geschmack auch noch so schön, Über schlesischen Streuselkuchen geht nun einmal gar nichts! |